# Ильмас
Ильмас — река в России, протекает по территории Шугозёрского сельского поселения Тихвинского района Ленинградской области.
Исток — у бывших деревень Заозерье, Усадище, Зуево, Иваново и Ильина Гора. Устье реки находится в 18 км по правому берегу Тутоки, западнее лесоучастка Исаковский. Длина реки составляет 28 км, площадь водосборного бассейна 103 км².
Реку пересекала Кургальская узкоколейная железная дорога.

## Данные водного реестра
По данным государственного водного реестра России относится к Балтийскому бассейновому округу, водохозяйственный участок реки — Свирь, речной подбассейн реки — Свирь (включая реки бассейна Онежского озера). Относится к речному бассейну реки Нева (включая бассейны рек Онежского и Ладожского озера).
Код объекта в государственном водном реестре — 01040100812102000013468.